# بهار (محله)
محله بهار یکی از محله‌های مرکز تهران است که از طرف شرق به خیابان شریعتی، از طرف غرب به خیابان بهار، از طرف شمال به خیابان بهار شیراز و از طرف جنوب به خیابان انقلاب اسلامی منتهی می‌شود.
دبیر محله بهار آقای محمود مقدم جو است.خیابان بهار به دو قسمت جنوبی(از خیابان انقلاب تا خیابان طالقانی) و شمالی(از خیابان طالقانی تا خیابان بهار شیراز) تقسیم میشود. برج بهار و بورس لباس بچه در خیابان بهار جنوبی واقع میباشد.

## مشخصات کلی
- جمعیت (نفر) : ۱۴۶۴۵
- مساحت (مترمربع) : ۶۲۸۸۹۴
- تعداد واحد مسکونی : ۴۳۱۵
- خانوار ساکن : ۴۳۶۸